# Аракелян, Мнацакан Хачатурович
Мнацакан Хачатурович Аракелян (род. 1925) — армянский советский колхозник, депутат Верховного Совета СССР.

## Биография
Родился в 1925 году. Армянин. Член КПСС с 1964 года. Образование неполное среднее.
С 1939 года — чабан колхоза, старший чабан совхоза. С 1964 года — бригадир овцеводческой бригады Алагязского совхоза Талинского района Армянской ССР.
Депутат Совета Национальностей Верховного Совета СССР 9 созыва (1974—1979) от Талинского избирательного округа № 415 Армянской ССР, член Комиссии по сельскому хозяйству Совета Национальностей.

## Награды
- Герой Социалистического Труда (1966)[1]
- Орден Ленина (1966)